# OS X Mavericks
OS X Mavericks（オーエス テン マーベリックス）は、Appleが開発したMac向けのオペレーティングシステム (OS)。OS Xシリーズの10番目のバージョンである。バージョンナンバーは10.9。OS X Mountain Lionの後継バージョンとして、2013年10月22日に無料でリリースされた。OS本体の最終セキュリティアップデートは、2016年7月18日にリリースされたセキュリティアップデート 2016-004である。

## 概要
2013年6月10日に開催されたWWDC 2013の基調講演で発表された。同日、開発者（Macデベロッパープログラム登録者）へデベロッパープレビュー版も配布された。一般向けには2013年10月22日に無料でリリースされた。
名前は、カリフォルニア州のサーフィン場、マーベリックスから付けられた。

## 対応環境／システム条件
- iMac (Mid 2007 以降)
- MacBook (13-inch Aluminum, Late 2008)、(13-inch, Early 2009 以降)
- MacBook Pro (13-inch, Mid-2009 以降)
- MacBook Pro (15-inch または 17-inch, Mid/Late 2007 以降)
- MacBook Air (Late 2008 以降)
- Mac mini (Early 2009 以降)
- Mac Pro (Early 2008 以降)
- Xserve (Early 2009)

インストール先の Mac は以下の条件を満たしている必要がある。
- OS X Mountain Lion、Lion、または Snow Leopard v10.6.8 がインストール済みである
- 2 GB 以上のメモリが搭載されている
- 8 GB 以上の空き容量がある

## 特徴

### パフォーマンスの改善
タイマーコアレッシング
低負荷のプロセスをまとめて処理してアイドル時間を増やすことにより、CPUの電力消費を抑える。
App Nap
他のウインドウの背面に隠れているアプリの処理速度を低下させることにより、電力消費を抑える。
圧縮メモリ
非アクティブのアプリのメモリを自動的に圧縮するようになる。
なおパフォーマンスは必ずしも改善されるというわけではなく、比較的新しいCPUを搭載した機種でなければ電力効率改善の恩恵は受けられない。機種によってはMavericksをインストールした場合、特にブートやシャットダウンの動作が非常に遅くなる場合があるので、注意が必要である。

### 追加されるアプリ
iBooks
iOSで提供されている、電子書籍を読むためのアプリ。iBooks Storeで書籍を購入できる。メモを書いて表示したり、ハイライトをつけることができる。
マップ
iOS 6で追加されたアプリケーション。

### 追加フォント
字游工房のフォントが追加されている。
游明朝体
ミディアム
デミボールド
游ゴシック体
ミディアム
ボールド

### 新機能
カレンダーの改善
スキューアモーフィズムが廃され、マップとの連携を中心に機能が追加される。
Safariの改善
Safari 7が搭載され、電源の節約が行われ、共有リンク機能が追加される。
マルチディスプレイサポートの改善
Macにディスプレイを接続すると、どちらの画面でもメニューバーとDockが表示され、別のアプリケーションを同時に開いておくことができるようになる。
Apple TVを外部ディスプレイとして使用することも可能になる。
Mission Controlでは、複数のディスプレイ間で独立して整理や切り替えを行うことが可能になる。
通知センターの改善
通知をロック画面で確認することができるようになるほか、通知にその場で返信できるようになる。
FaceTimeオーディオの追加
FaceTimeオーディオにより、他のiOS機器およびOS_X_Mavericksを搭載したMacとの音声通話が可能になった。
Finder タブ
Finderにタブ機能が追加されるほか、フルスクリーンにも対応する。
タグ
全てのファイルにタグをつけて管理できるようになる。従来のカラーラベルを発展させたようなもので、ラベルが廃され、タグで代用する。
「省エネルギー」機能の強化
バッテリー消費の著しいアプリを通知する機能を追加。ノートマシンでは電源ボタンを押すとすぐにスリープに入る仕様に変更された。
Thunderbolt 2の正式サポート

### セキュリティ
暗号化
TLS 1.2 をサポート。
iCloudキーチェーン
iCloud上にユーザー名・パスワードやクレジットカード情報を暗号化して保存・同期できる。

### オプション機能
Xcode Server
OS X Serverの新機能であり、Xcodeで共同開発を行うためのサーバ機能である。

## バージョン履歴
| バージョン | Build        | リリース日     | Darwinバージョン | アップデート内容                            | アップデータ                                                                        |
| ---------- | ------------ | -------------- | ---------------- | ------------------------------------------- | ----------------------------------------------------------------------------------- |
| 10.9       | 13A603 (GM2) | 2013年10月22日 | 13.0             | Mac App Storeにてリリース                   |                                                                                     |
| 10.9.1     | 13B42        | 2013年12月16日 | 13.0             | OS X Mavericks v10.9.1 アップデートについて | OS X Mavericks アップデート v10.9.1                                                 |
| 10.9.2     | 13C64        | 2014年2月25日  | 13.1             | OS X Mavericks v10.9.2アップデートについて  | OS X Mavericks アップデート v10.9.2 OS X Mavericks 統合アップデート v10.9.2 (Combo) |
| 10.9.3     | 13D65        | 2014年5月15日  | 13.2             | OS X Mavericks v10.9.3 アップデートについて | OS X Mavericks 10.9.3 update OS X Mavericks 10.9.3 Combo update                     |
| 10.9.4     | 13E28        | 2014年6月30日  | 13.3.0           | OS X Mavericks v10.9.4 アップデートについて | OS X Mavericks 10.9.4 アップデート OS X Mavericks 統合アップデート v10.9.4 (Combo)  |
| 10.9.5     | 13F34        | 2014年9月17日  | 13.4.0           | OS X Mavericks v10.9.5 アップデートについて | OS X Mavericks 10.9.5 アップデート OS X Mavericks 統合アップデート v10.9.5 (Combo)  |

## その他
このシステムは2018年現在ダウンロードできなくなった。